# Бибер (књижевни конкурс)
Међународни књижевни конкурс Бибер расписује од 2015. године Центар за ненасилну акцију у Београду и Сарајеву, за кратку ангажовану причу на српском, хрватском, бошњачком, црногорском, македонском и албанском језику.
Будући да на њему учествују аутори из земаља бивше Југославије и Албаније, Бибер је један од највећих књижевних конкурса на Балкану. Током првих пет расписаних надметања за најбољу причу, пристигле су на читање укупно 2.372 приче. Аутори изабраних прича добијају новчане награде.
Услови за пријављивање сваке године су исти, и у духу мировне делатности Центра. У избор улазе приче које тематизују помирење у контексту заоставштине ратова и насиља у земљама бивше Југославије, затим долазе у обзир и приче које могу да допринесу бољем разумевању међу људима, смањењу мржње и разградњи предрасуда, антиратне приче, приче које се баве суочавањем с прошлошћу, разградњом слика о непријатељима, саосећањем са другима, храбре приче које се усуђују да ходају у непријатељским ципелама, приче које померају границе и отварају путеве за грађење извесније, безбедније и слободније будућности за све.
Уз помоћ Министарства за економску сарадњу и развој Савезне Републике Немачке, Центар за ненасилну акцију после сваког конкурса издаје вишејезичну збирку са причама које су ушле у ужи избор жирија. Од расписивања конкурса до изласка збирке у продају обично прођу две године. На првом конкурсу три приче добиле су прву награду. На четвртом су треће место поделиле две приче.

## Добитници награде
У табели су приказане приче које освојиле награде.
| Прича                  | Писац              |
| ---------------------- | ------------------ |
| Рат                    | Владимир Табашевић |
| Кристална ваза         | Надиа Герас        |
| Лимбо у летњем периоду | Слађана Љубичић    |

| Прича                    | Писац           |
| ------------------------ | --------------- |
| Једу људи и без ногу     | Милица Вучковић |
| Чико Зав                 | Џенета Ровчанин |
| Семејството на чичко Аки | Анушка Миновска |

| Прича                         | Писац            |
| ----------------------------- | ---------------- |
| Глава                         | Моника Херцег    |
| Лито                          | Анте Сторић      |
| Мачетом ћеш ме, мачетом ћу те | Тамара Ковачевић |

| Прича         | Писац            |
| ------------- | ---------------- |
| Птичице       | Бојан Кривокапић |
| Кућица у шуми | Алма Табак       |
| Трокут        | Маја Халапир     |

| Прича       | Писац         |
| ----------- | ------------- |
| Доба лињања | Ана Кутлеша   |
| Фертик      | Лидија Дедуш  |
| Земља среће | Анте Сторић   |
| Речи        | Милош Перишић |